# Ruslan Mirzalijev
Ruslan Mirzalijev (ukrajinsky: Руслан Мірзалиев) nebo (rusky: Руслан Мирзалиев), (* 22. červenec 1977, Dněpropetrovsk, Sovětský svaz) je bývalý reprezentant Ukrajiny v judu. Po otci je Azer.

## Sportovní kariéra
Na rozdíl od svého mladšího bratra Renata nebyl tak talentovaný, ale podařilo se mu kvalitně připravit na olympijskou sezonu 2000. Kvalifikoval se na olympijské hry v Sydney, kde však vypadl hladce v prvním kole.

## Výsledky
| Turnaj             | 1994 | 1995 | 1996 | 1997 | 1998 | 1999 | 2000 | 2001 | 2002 |
| ------------------ | ---- | ---- | ---- | ---- | ---- | ---- | ---- | ---- | ---- |
| Olympijské hry     | –    | –    | dns  | –    | –    | –    | úč.  | –    | -    |
| Mistrovství Evropy | dns  | dns  | dns  | dns  | 2.   | úč.  | úč.  | 7.   | úč.  |
| MS juniorů         | úč.  | –    | úč.  | –    | –    | –    | –    | –    | -    |
| ME juniorů         | dns  | úč.  | 7.   | dns  | –    | –    | –    | –    | -    |